# Porque Brigamos
Porque brigamos é uma canção gravada no Brasil originalmente pela cantora Diana, lançada em 1972 em seu LP "Diana".

## Histórico
A canção é uma versão de "I am… I said", sucesso do cantor americano Neil Diamond, de 1971. Foi composta originalmente pelo próprio Neil Diamond e escrita em português pelo falecido produtor musical Rossini Pinto. Gravada em 1972 pela cantora Diana, a canção foi um grande sucesso de sua carreira.

## Versões
"Porque brigamos" foi regravada por vários outros artistas, como As Marcianas, em 1991, que também fizeram sucesso com a canção, e Chitãozinho & Xororó, em 2007, sendo uma das mais tocadas nas rádios do Brasil na época. Também em 2007, outra dupla sertaneja também regravou "Porque brigamos": Guilherme & Santiago, no álbum "Só de Você - Ao Vivo", com participação de suas vocalistas Valéria e Patrícia, também conhecidas como "As Mineirinhas". A canção fez um enorme sucesso e foi uma das músicas mais tocadas em todo o Brasil entre 2007 e 2008. Foi gravada novamente no DVD "Ao Vivo em Goiânia", e está entre os grandes sucessos de Guilherme & Santiago.